# Политерофилия
Политерофилията (polyterophilia) се отнася до хората, които трябва да имат последователно серии от сексуални контакти с различни партньори, за да стигнат до оргазъм. Най-често практически е невъзможно политерофилът да стигне до оргазъм с партньора, без да е имал сексуален акт с други преди това.[източник? (Поискан днес)]